# Palača Bujović
Palača Bujović je palača peraškog bratstva (kazade) Bujović.
Nalazi se na samome ulazu u Perast iz smjera Risna. Smatra ju se najljepšom baroknom palačom u Boki kotorskoj. Palaču su u znak zahvalnosti za junaštvo u ratu protiv Turaka (1684-1699) mletačke vlasti podignule gradskom kapetanu Vicku Bujoviću. O zahvalnosti Mlečana svjedoči i nekoliko natpisa na latinskom jeziku koji se nalaze na fasadi. Građevinu je potkraj 17. st. podignuo mletački arhitekt Giovanni Battista Fonte. Iako je riječ o baroknoj građevini, u njezinoj su osnovi renesansna obilježja: pet arkada monumentalnog trijema i smiren sklad pet balkona. Barokna su obilježja izraženija u širokoj plastici spomenutih arkada, u balustradama i dekorativnim pojedinostima. Danas se u njoj nalazi Muzej grada Perasta. Zgrada je skladna, trijem monumentalan i spada u jedne od najljepših baroknih palača u Dalmaciji.
Fonta je nacrte za palaču napravio 1693. godine, a palača je sagrađena 1694. godine. Na palači se nalazi više natpisa s imenima braće i grb bratstva Stojšićâ, koji je istodobno bio grb obitelji Bujovića. Fontino ime nalazi se u latinskom zapisu na vanjskom zidu. Mletačka Republika darovala je palaču pomorcu i ratniku Vicku Bujoviću.
Na zadnjem je dijelu palače za potrebe muzeja grada Perasta dozidan aneks.

## Galerija
- Palača s istoka
- Palača sa zapada
- Balkon, pogled ka zapadu
- Natpis na balkonu
- Unutrašnjost palače
- Unutrašnjost s pogledom na balkon

## Vanjske poveznice
- (crnogorski) Muzej grada Perasta  Arhivirana inačica izvorne stranice od 23. lipnja 2015. (Wayback Machine) O palati: Palata Bujović